# Eringhem
Eringhem – miejscowość i gmina we Francji, w regionie Hauts-de-France, w departamencie Nord.
Według danych na rok 1990 gminę zamieszkiwały 413 osoby, a gęstość zaludnienia wynosiła 36 osób/km² (wśród 1549 gmin regionu Nord-Pas-de-Calais Eringhem plasuje się na 843. miejscu pod względem liczby ludności, natomiast pod względem powierzchni na miejscu 250.).